# Mariusz Kubiak (naukowiec)

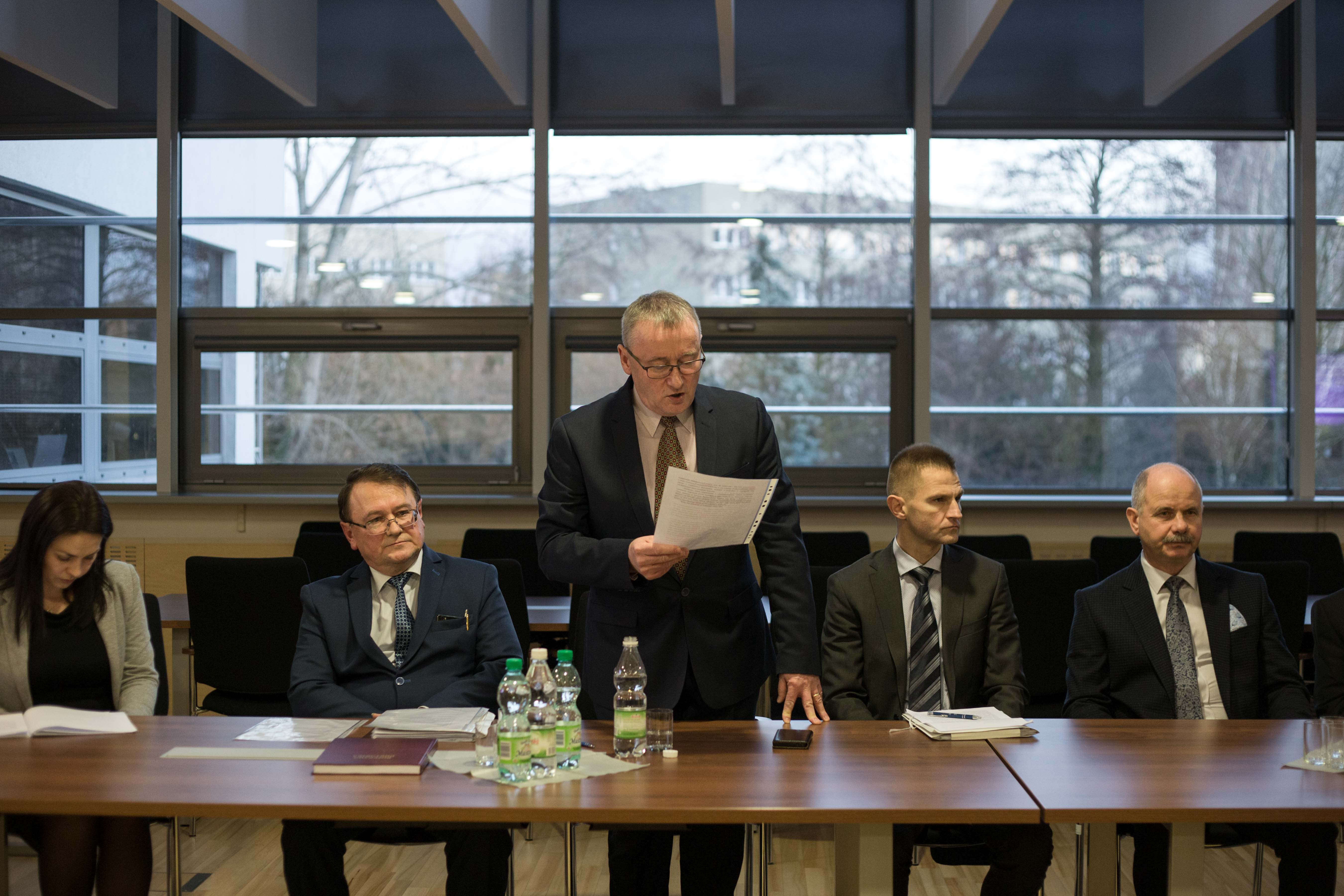
Od lewej: Agnieszka Araucz-Boruc, Stanisław Jarmoszko, Mariusz Kubiak, Marek Leszczyński, Stanisław Topolewski

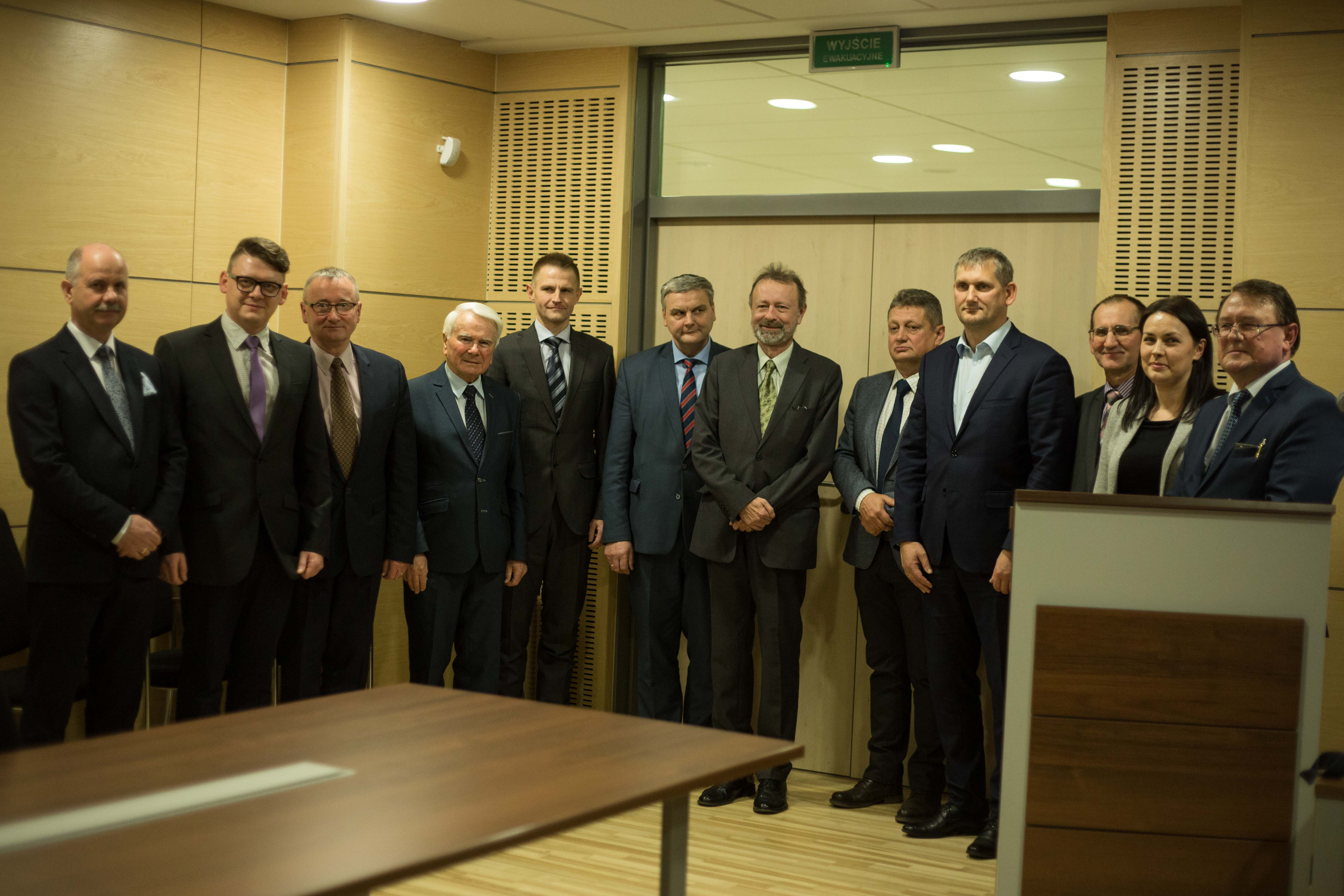
Od lewej stoją: Stanisław Topolewski, Maciej Tołwiński, Mariusz Kubiak, Ryszard Rosa, Marek Leszczyński, Henryk Wyrębek, Jacek Zieliński, Jan Rajchel, Arkadiusz Indraszczyk, Andrzej Czupryński, Agnieszka Araucz-Boruc, Stanisław Jarmoszko

Mariusz Józef Kubiak – pułkownik w stanie spoczynku, polski wykładowca akademicki w Uniwersytecie w Siedlcach, profesor uczelni, doktor habilitowany nauk o obronności. Absolwent I. Liceum Ogólnokształcącego im. Tadeusza Kościuszki w Starachowicach, WSOWP im. S. Czarneckiego w Poznaniu. Od 2005 r. zatrudniony na Akademii Podlaskiej w Siedlcach. W latach 2012–2015 pracował również w Państwowej Szkole Wyższej im. Papieża Jana Pawła II w Białej Podlaskiej, a w latach 2016–2017 w Wyższej Szkole Bankowej w Toruniu.

## Życiorys
W 1989 r. ukończył studia pedagogiczne w Wojskowej Akademii Politycznej im. Feliksa Dzierżyńskiego. W 2000 r. uzyskał pod kierunkiem prof. Ryszarda Rosy stopień naukowy doktora nauk wojskowych na podstawie pracy doktorskiej pt. „Polskie koncepcje bezpieczeństwa okresu odrodzenia i ich odniesienia do współczesności” obronionej na Wydziale Strategiczno-Obronnym Akademii Obrony Narodowej. W 2013 r. otrzymał stopień doktora habilitowanego w dziedzinie nauk społecznych w dyscyplinie nauki o obronności na Wydziale Zarządzania i Dowodzenia Akademii Obrony Narodowej.
Był członkiem Rady Uczelni Uniwersytetu w Siedlcach w kadencji 2021-2024, ponownie wybrany na tę funkcję w kadencji 2025-2028. Jest członkiem Zespołu Badawczego Współczesne bezpieczeństwo militarne i obronność w Instytucie Nauk o Bezpieczeństwie Uniwersytetu w Siedlcach. W latach 2016–2020 pełnił funkcję dyrektora Instytutu Nauk Społecznych i Bezpieczeństwa Wydziału Humanistycznego Uniwersytetu Przyrodniczo-Humanistycznego w Siedlcach. Wcześniej kierownik Zakładu Obronności Państwa w tymże Instytucie. W latach 2013–2016 pełnił funkcję kierownika studiów doktoranckich w naukach o bezpieczeństwie. Wypromował trzynastu doktorów nauk o bezpieczeństwie.
Jest autorem i współautorem ponad 50 artykułów naukowych, recenzji i sprawozdań, w tym 10 publikacji zagranicznych, które ukazały się m.in. w takich czasopismach jak „Zeszyty Naukowe AON”, „Doctrina. Studia Społeczno-Polityczne”, „Podlaskie Zeszyty Pedagogiczne”, „Edukacja Humanistyczna w Wojsku”, „Wojsku i Wychowanie”, „Kwartalnik Bellona”, „Viesoji politika ir administravimas”, „Scientific Journal of the Military University of Land Forces”, „WSEAS Transactions on Business and Economics”, „Journal of Security and Sustainability Issues”, „European Research Studies Journal” oraz „Security Dimensions”.
Był także autorem i współautorem prac naukowo-badawczych realizowanych w Akademii Obrony Narodowej oraz Uniwersytecie w Siedlcach, dotyczących współczesnej etyki wojskowej, terroryzmu muzułmańskiego oraz bezpieczeństwa kulturowego. W swoich badaniach koncentruje się na problematyce filozofii bezpieczeństwa, bezpieczeństwa kulturowego, bezpieczeństwa militarnego oraz ochrony informacji niejawnych. W trakcie polskich działań w ramach misji stabilizacyjnej w Iraku udzielił dwóch wywiadów eksperckich dla „Radia dla Ciebie” oraz „Radia Polonia”. Po wybuchu wojny w Ukrainie wypowiadał się na temat konfliktu dla „Radia Podlasie”.
Jest członkiem Polskiego Towarzystwa Filozoficznego oraz wiceprezesem Polskiego Towarzystwa Nauk o Bezpieczeństwie. Obecnie jest członkiem rady naukowej czasopisma „Doctrina. Studia Społeczno-Polityczne”.
Jest członkiem rady naukowej czasopisma „De Securitate et Defensione. O Bezpieczeństwie i Obronności”.

## Publikacje
Lista publikacji
- Etyka zawodowa żołnierzy demokratycznej Rzeczypospolitej, MON, DS-W, Warszawa 2001 (współautor: Krzysztof Loranty)
- Święte wojny w tradycji islamu, MON, DWiPO, Warszawa 2004
- Filozofia bezpieczeństwa personalnego i strukturalnego.  Tradycja – Współczesność – Nowe  wyzwania Wydawnictwo Akademii Podlaskiej, Siedlce 2007 (współautorzy: Ryszard Rosa i Małgorzata Lipińska–Rzeszutek)
- Bezpieczeństwo Rzeczypospolitej w epoce Odrodzenia, Wydawnictwo Akademii Podlaskiej, Siedlce 2010
- Kulturowe uwarunkowania obronności państwa, Wydawnictwo UPH w Siedlcach, Siedlce 2012
- Kognitywny wymiar szkolenia obronnego i obronności, Kwartalnik Bellona, nr 2, Wojskowy Instytut Wydawniczy, Warszawa 2016 (Wspólnie z Maciejem Tołwińskim)[17]
- Oblicza współczesnych wojen (red. nauk. wspólnie z Ryszardem Wróblewskim), Oficyna Wydawnicza Aspra-JR, Warszawa 2018
- Polska – Rosja: dwa punkty widzenia na współczesny świat (red. nauk. z Natalia Frołowa, Jacek Zieliński), Oficyna Wydawnicza Aspra-JR, Siedlce 2018
- ETA’s terrorist activities: historical background and contemporary Times (artykuł w czasopiśmie Scientific Journal of the Military University of Land Forces Volume 51, Number 2 wspólnie z Wioletą Iwanowską), Wrocław 2019
- The Police’s role in the field of improving functioning fuel sector as an element of energy safety management in Poland (artykuł w czasopiśmie WSEAS Transactions on Business and Economics – Vol. 17 wspólnie z Marcinem Jurgilewiczem, Marleną Lorek, Arsenem Ovsepyanem), World Scientific and Engineering Academy and Society (WSEAS) Press, Grecja 2020
- The implementation of selective passenger sceening systems based on data analysis and behavioral profiling in the smart aviation security management – conditions, consequences and controversies (artykuł w czasopiśmie Journal of Security and Sustainability Issues – Vol. 9, nr 4 wspólnie z Anną Grądzką, Marcinem Jurgilewiczem, Krzysztofem Michalskim), Litewska Akademia Wojskowa im. gen. Jonasa Žemaitisa, Wilno 2020
- Geopolitical Strategy of the Russian Federation in Relation to the Epicenter of the Visegrad Group on the Example of Poland in the COVID-19 Pandemic (artykuł w czasopiśmie European Research Studies Journal – Vol. 23 wspólnie z Radosławem Bielawskim, Marcinem Górnikiewiczem, Mieczysławem Magierskim, Olgą Niewiadą), Uniwersytet w Pireusie, Pireus 2020.
- Anti-personnel Landmines in Modern Armed Conflicts. Legal Regulations and the Scope of Application (artykuł w czasopiśmie Security Dimensions – Vol. 33), Kraków 2020
- Prawne aspekty informacji chronionych (redakcja naukowa Mariusz Kubiak), Siedlce 2020